# Wagner Renan Ribeiro
Wagner Renan Ribeiro, mais conhecido como Wagner Ribeiro (Vukovar, 14 de novembro de 1987), é um futebolista brasileiro que atua como meia. Atualmente, joga pelo El-Jaish.

## Carreira
O meio-campista Wagner iniciou-se profissionalmente pelo Panionios na Super Liga Grega.
Na temporada 2010-11 da Qatar Stars League, Wagner salvou a sua equipe, o Al Ahli, de ser rebaixado, primeiro por marcar o único gol contra o Al-Sailiya no playoff do pré-rebaixamento, e depois marcando três gols contra o Al-Shamal no playoff do rebaixamento.

## Vida pessoal
O irmão mais novo de Wagner, Nathan Ribeiro, também é jogador de futebol e atua como zagueiro.